# 마이클 레이디
마이클 레이디(Michael Rady, 1981년 8월 20일 ~ )는 미국의 배우이다.

## 출연 작품
- Cloudy With a Chance of Love (2015)
- 제인 더 버진 시즌1 (2014)
- 인텔리전스 (2014)
- 더 아큐펀츠 (2014)
- 랜덤 인카운터스 (2013)
- 에밀리의 병원 24시 (2012)
- 멘탈리스트 4 (2011)
- 제이. 에드가 (2011)
- 그레이 아나토미 시즌5 (2008)
- 스윙타운 (2008)
- 청바지 돌려입기 2 (2008)
- 그릭 1 (2007)
- 가디언 (2006)
- 프리덤랜드 (2006)
- 슬리퍼 셀 (2005)
- 청바지 돌려입기 (2005)
- ER (1994)